# Steve Prefontaine
Steve Roland Prefontaine (Coos Bay, 25 de janeiro de 1951 – Eugene, 30 de maio de 1975) foi um corredor olímpico norte-americano de média e longa distância. Inspirou outros corredores na década de 1970 como Frank Shorter e Bill Rodgers.

## Carreira

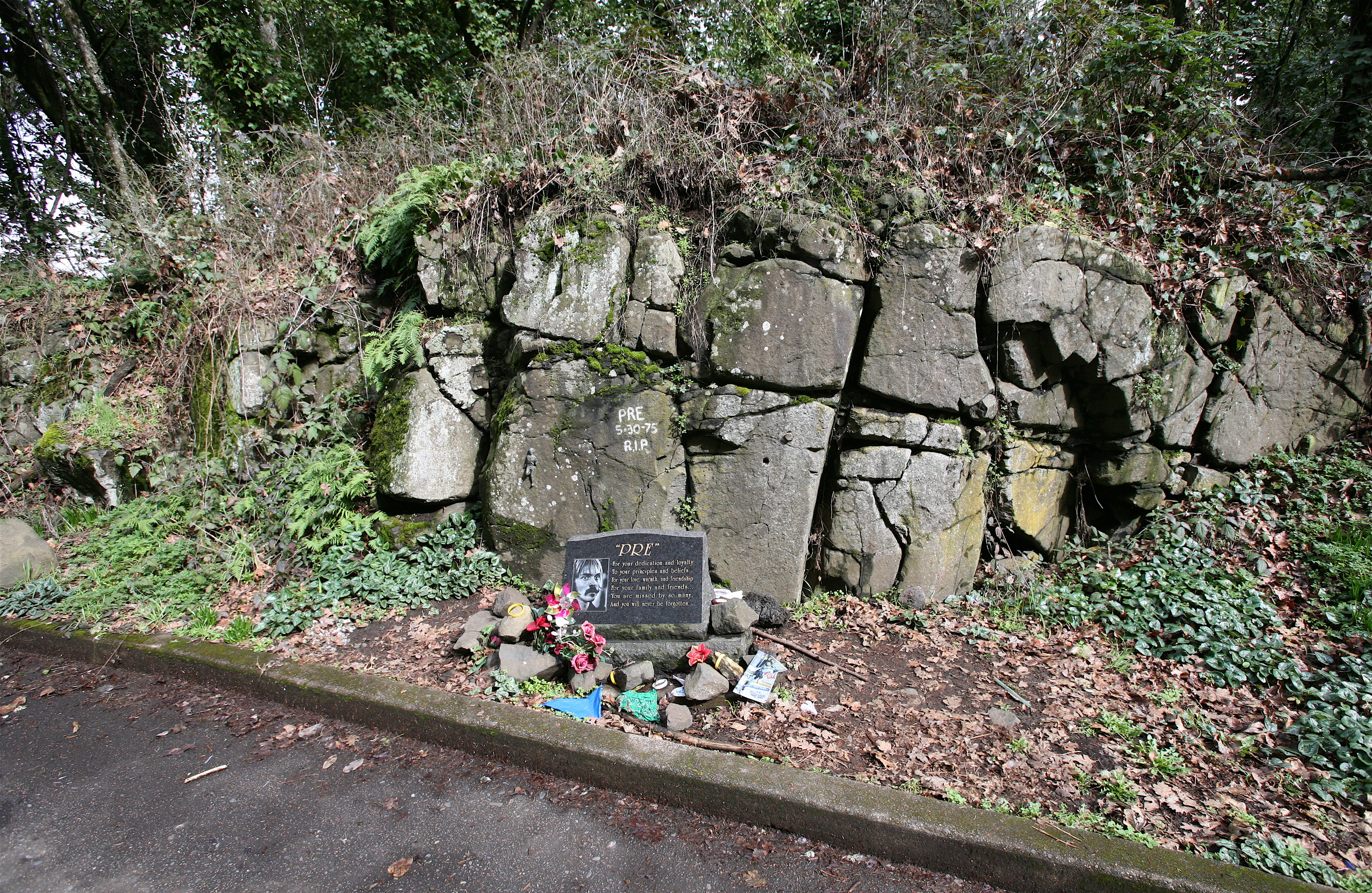
Pre's rock, um memorial feito no local onde Steve Prefontaine bateu com o seu carro e morreu.

Prefontaine foi principalmente um corredor de longa distância que se tornou recordista americano em cinco eventos, dos 2000 m aos 10000 m. Morreu aos 24 anos em um acidente de automóvel.
Na cidade de Eugene, realiza-se todos os anos, em sua honra, um meeting de atletismo designado Prefontaine Classic.
Sua história foi contada em dois filmes: Prefontaine (1997) e Without Limits (1998).

## Recordes Pessoais
| Pista    | Evento   | Tempo    | Data              | Local                 | Notas                                                                                               |
| -------- | -------- | -------- | ----------------- | --------------------- | --------------------------------------------------------------------------------------------------- |
| Ar-livre | 1500 m   | 3:38.1   | 28 de Junho, 1973 | Helsínquia, Finlândia | |
| Ar-livre | Milha    | 3:54.6   | 20 de Junho, 1973 | Eugene                | |
| Ar-livre | 2000 m   | 5:01.4   | 9 de Maio, 1975   | Coos Bay              | Recorde Americano                                                                                   |
| Ar-livre | 3000 m   | 7:42.6   | 2 de Julho, 1974  | Milão                 | Recorde Americano, batido por Rudy Chapa a 10 de Maio de 1979                                       |
| Ar-livre | 2 Milhas | 8:18.29  | 18 de Julho, 1974 | Estocolmo, Suécia     | Recorde Americano, batido por Marty Liquori a 17 de Julho de 1976                                   |
| Ar-livre | 3 Milhas | 12:51.4  | 8 de Junho, 1974  | Eugene                | Recorde Americano                                                                                   |
| Ar-livre | 5000 m   | 13:21.87 | 26 de Junho, 1974 | Helsínquia, Finlândia | Recorde Americano, batido por Duncan Macdonald a 10 de Agosto de 1976                               |
| Ar-livre | 6 milhas | 26:51.4  | 27 de Abril, 1974 | Eugene                | Recorde Americano, estabelecido nas primeiras 6 milhas do Recorde Americano dos 10,000 m (em baixo) |
| Ar-livre | 10,000 m | 27:43.6  | 27 de Abril, 1974 | Eugene                | Recorde Americano, batido por Craig Virgin a 17 de Junho de 1979                                    |

## Ver Também
- Prefontaine Classic

## Ligações Externas
- Perfil na IAAF